# Stiefbrüder
Stiefbrüder (Originaltitel: Step Brothers) ist eine US-amerikanische Filmkomödie aus dem Jahr 2008. Regie führte Adam McKay, der gemeinsam mit Will Ferrell auch das Drehbuch schrieb.

## Handlung
Der 39-jährige Brennan Huff wohnt bei seiner Mutter Nancy und lebt von Gelegenheitsjobs. Dale Doback ist 40 Jahre alt, arbeitslos und wohnt bei seinem Vater Robert. Nancy Huff und Robert Doback heiraten und ziehen zusammen. In der Konsequenz ziehen Brennan Huff und Dale Doback ebenfalls zusammen.
Das Zusammenleben beider Stiefbrüder ist zuerst durch Konflikte geprägt. Später kooperieren sie, um von den Eltern wegzuziehen.

## Soundtracks
1. A-Punk – Vampire Weekend
2. North American Scum – LCD Soundsystem
3. Ice Ice Baby – Vanilla Ice
4. Breathe and Stop – Q-Tip
5. Sweet Child o’ Mine – Sheryl Crow
6. Brother – Lee Ferrell & Hal Ratliff
7. Learn – Dizzee Rascal
8. You Make My Dreams – Hall & Oates
9. This Is How We Do It – Montell Jordan
10. Live on Stage – Dilated Peoples
11. Tristan und Isolde – Richard Wagner
12. Something to Talk About – Badly Drawn Boy
13. You’re on My Mind – Passenger
14. Boats ‘n Hoes – Step Brothers
15. A Marshmallow World – Brenda Lee
16. Deck the Halls – The Roches
17. Family Bible – Rick Logan
18. Back and Forth – Jon Brion
19. Slow Burn – The Control
20. Father Christmas – The Kinks
21. The Impression That I Get – The Mighty Mighty Bosstones

## Kritiken
Christopher Smith schrieb in der Zeitung Bangor Daily News vom 21. Juni 2008, dass es nicht besonders ermutigend wirke, wenn die im Trailer zusammengestellten Szenen die besten seien, die der Film biete.
Angela Zierow schrieb in der TV Digital 19 vom 5. September 2008, dass die beiden nach dem Blödelfilm Ricky Bobby – König der Rennfahrer wieder albern und anarchisch, aber nicht wirklich lustig seien.
Das Lexikon des internationalen Films urteilte: „Ebenso alberne wie bodenlos dumme Komödie, die auf dem vermeintlichen Gag der in ihrer Entwicklung zurückgebliebenen Erwachsenen herumreitet, ohne eine einzige witzige Idee zu produzieren.“

## Hintergründe
Der Film wurde in Los Angeles und in Pasadena (Kalifornien) gedreht. Seine Produktionskosten betrugen schätzungsweise 52 Millionen US-Dollar. Die Filmmusik wurde von dem 87-köpfigen Orchester Hollywood Studio Symphony im Studio Sony Scoring Stage aufgenommen.
Der Film startete in den Kinos der USA am 25. Juli 2008 und in den britischen Kinos am 29. August 2008. Der deutsche Kinostart war für den 11. September 2008 geplant.